# HE 1523-0901
HE 1523-0901 is een rode reus in de Melkweg en staat op een afstand van 7500 lichtjaar van de aarde. De ster is 13,2 miljard jaar oud, en daarmee het tot nu toe oudste object in het heelal. Het heelal zelf bestaat zo'n 13,7 miljard jaar. Dat wil zeggen dat de ster 500 miljoen jaar na de oerknal ontstond. De massa van de ster is iets kleiner dan die van onze zon. Hij kan goed gezien worden in het zuidelijk deel van het noordelijk halfrond, bijvoorbeeld in Griekenland.